# Bhanotia pauciradiata
Bhanotia pauciradiata és una espècie de peix de la família dels singnàtids i de l'ordre dels singnatiformes.

## Morfologia
- Els mascles poden assolir 3,2 cm de longitud total.[4]

## Reproducció
És ovovivípar i el mascle transporta els ous en una bossa ventral, la qual es troba a sota de la cua.

## Hàbitat
És un peix marí de clima tropical i associat als esculls de corall que viu entre 10-12 m de fondària.

## Distribució geogràfica
Es troba a Indonèsia.